# Seria GP2 – Hungaroring 2011
Runda GP2 na torze Hungaroring – siódma runda mistrzostw serii GP2 w sezonie 2011.

## Wyniki

### Sesje treningowe
| Nr | Kierowca        | Konstruktor | Czas     | Okr. |
| -- | --------------- | ----------- | -------- | ---- |
| 11 | Romain Grosjean | DAMS        | 1:31,173 | 13   |

### Kwalifikacje

#### Wyścig
Źródło: Wyprzedź Mnie!
| P                 | + / – | Nr | Kierowca            | Konstruktor             | Okr. | Czas / Strata | Komentarz |
| ----------------- | ----- | -- | ------------------- | ----------------------- | ---- | ------------- | --------- |
| 1                 | 4     | 11 | Romain Grosjean     | DAMS                    | 38   | 1h00m36,334   |           |
| 2                 | 2     | 3  | Charles Pic         | Barwa Addax Team        | 38   | +0:02,641     |           |
| 3                 | 2     | 26 | Luiz Razia          | Caterham Team Air Asia  | 38   | +0:08,107     |           |
| 4                 | 3     | 4  | Giedo van der Garde | Barwa Addax Team        | 38   | +0:15,161     |           |
| 5                 | 2     | 10 | Marcus Ericsson     | iSport International    | 38   | +0:18,864     |           |
| 6                 | 4     | 19 | Luca Filippi        | Scuderia Coloni         | 38   | +0:21,636     |           |
| 7                 | 2     | 5  | Jules Bianchi       | Lotus ART               | 38   | +0:24,891     |           |
| 8                 | 5     | 8  | Christian Vietoris  | Racing Engineering      | 38   | +0:35,059     |           |
| 9                 | 3     | 14 | Josef Král          | Arden International     | 38   | +0:43,516     |           |
| 10                | 6     | 7  | Dani Clos           | Racing Engineering      | 38   | +0:46,289     |           |
| 11                | 3     | 1  | Fabio Leimer        | Rapax Team              | 38   | +0:46,685     |           |
| 12                | 2     | 18 | Michael Herck       | Scuderia Coloni         | 38   | +0:51,910     |           |
| 13                | 6     | 12 | Pål Varhaug         | DAMS                    | 38   | +0:52,107     |           |
| 14                | 7     | 22 | Kevin Mirocha       | Ocean Racing Technology | 38   | +0:52,826     |           |
| 15                | 2     | 25 | Michaił Aloszyn     | Carlin                  | 38   | +0:53,120     |           |
| 16                | 10    | 27 | Davide Valsecchi    | Caterham Team Air Asia  | 38   | +0:53,335     |           |
| 17                | 7     | 9  | Sam Bird            | iSport International    | 38   | +0:56,655     |           |
| 18                | 6     | 24 | Max Chilton         | Carlin                  | 38   | +0:56,776     |           |
| 19                | 1     | 17 | Adam Carroll        | Super Nova Racing       | 38   | +0:57,839     |           |
| 20                | 2     | 2  | Julián Leal         | Rapax Team              | 38   | +0:58,286     |           |
| 21                | 6     | 21 | Stefano Coletti     | Trident Racing          | 38   | +1:10,982     |           |
| 22                | 2     | 15 | Jolyon Palmer       | Arden International     | 37   | +1 okr.       |           |
| Niesklasyfikowani |       |    |                     |                         |      |               |           |
|                   |       | 20 | Rodolfo González    | Trident Racing          | 21   |               |           |
|                   |       | 6  | Esteban Gutiérrez   | Lotus ART               | 4    |               |           |
|                   |       | 16 | Fairuz Fauzy        | Super Nova Racing       | 0    |               |           |
|                   |       | 23 | Johnny Cecotto Jr.  | Ocean Racing Technology | 0    |               |           |
| P                 | + / – | Nr | Kierowca            | Konstruktor             | Okr. | Czas / Strata | Komentarz |

#### Najszybsze okrążenie
| Nr | Kierowca | Konstruktor          | Czas     | Okr. |
| -- | -------- | -------------------- | -------- | ---- |
| 9  | Sam Bird | iSport International | 1:32,950 | 32   |

#### Premia za najszybsze okrążenie w TOP 10
| Nr | Kierowca     | Konstruktor     | Czas     | Okr. |
| -- | ------------ | --------------- | -------- | ---- |
| 19 | Luca Filippi | Scuderia Coloni | 1:33,275 | 15   |

### Sprint

#### Wyścig
Źródło: Wyprzedź Mnie!
| P                 | + / –     | Nr | Kierowca            | Konstruktor             | Okr. | Czas / Strata | Komentarz |
| ----------------- | --------- | -- | ------------------- | ----------------------- | ---- | ------------- | --------- |
| 1                 | 20        | 21 | Stefano Coletti     | Trident Racing          | 23   | 45:53,864     |           |
| 2                 | 22        | 6  | Esteban Gutiérrez   | Lotus ART               | 23   | +0:07,293     |           |
| 3                 | 5         | 11 | Romain Grosjean     | DAMS                    | 23   | +0:07,401     |           |
| 4                 | 1         | 4  | Giedo van der Garde | Barwa Addax Team        | 23   | +0:11,595     |           |
| 5                 | 12        | 9  | Sam Bird            | iSport International    | 23   | +0:14,524     |           |
| 6                 | 4         | 5  | Jules Bianchi       | Lotus ART               | 23   | +0:16,646     |           |
| 7                 | 1         | 26 | Luiz Razia          | Caterham Team Air Asia  | 23   | +0:17,153     |           |
| 8                 | 6         | 22 | Kevin Mirocha       | Ocean Racing Technology | 23   | +0:17,840     |           |
| 9                 | 14        | 20 | Rodolfo González    | Trident Racing          | 23   | +0:19,602     |           |
| 10                | 9         | 8  | Christian Vietoris  | Racing Engineering      | 23   | +0:32,077     |           |
| 11                | Bez zmian | 1  | Fabio Leimer        | Rapax Team              | 23   | +0:43,201     |           |
| 12                | 7         | 17 | Adam Carroll        | Super Nova Racing       | 23   | +0:49,030     |           |
| 13                | 6         | 3  | Charles Pic         | Barwa Addax Team        | 23   | +0:59,579     |           |
| 14                | 2         | 27 | Davide Valsecchi    | Caterham Team Air Asia  | 23   | +1:00,461     |           |
| 15                | Bez zmian | 25 | Michaił Aloszyn     | Carlin                  | 23   | +1:03,372     |           |
| 16                | 12        | 10 | Marcus Ericsson     | iSport International    | 23   | +1:20,478     |           |
| 17                | 8         | 14 | Josef Král          | Arden International     | 23   | +1:21,280     |           |
| 18                | 4         | 15 | Jolyon Palmer       | Arden International     | 21   | +2 okr.       |           |
| Niesklasyfikowani |           |    |                     |                         |      |               |           |
|                   |           | 23 | Johnny Cecotto Jr.  | Ocean Racing Technology | 19   |               |           |
|                   |           | 7  | Dani Clos           | Racing Engineering      | 16   |               |           |
|                   |           | 2  | Julián Leal         | Rapax Team              | 15   |               |           |
|                   |           | 12 | Pål Varhaug         | DAMS                    | 13   |               |           |
|                   |           | 19 | Luca Filippi        | Scuderia Coloni         | 13   |               |           |
|                   |           | 16 | Fairuz Fauzy        | Super Nova Racing       | 8    |               |           |
|                   |           | 24 | Max Chilton         | Carlin                  | 7    |               |           |
|                   |           | 18 | Michael Herck       | Scuderia Coloni         | 1    |               |           |
| P                 | + / –     | Nr | Kierowca            | Konstruktor             | Okr. | Czas / Strata | Komentarz |

#### Najszybsze okrążenie
| Nr | Kierowca        | Konstruktor | Czas     | Okr. |
| -- | --------------- | ----------- | -------- | ---- |
| 11 | Romain Grosjean | DAMS        | 1:47,730 | 13   |

### Lista startowa
| Team                    | Nr | Kierowca            |
| ----------------------- | -- | ------------------- |
| Rapax Team              | 1  | Fabio Leimer        |
| Rapax Team              | 2  | Julián Leal         |
| Barwa Addax Team        | 3  | Charles Pic         |
| Barwa Addax Team        | 4  | Giedo van der Garde |
| Lotus ART               | 5  | Jules Bianchi       |
| Lotus ART               | 6  | Esteban Gutiérrez   |
| Racing Engineering      | 7  | Dani Clos           |
| Racing Engineering      | 8  | Christian Vietoris  |
| iSport International    | 9  | Sam Bird            |
| iSport International    | 10 | Marcus Ericsson     |
| DAMS                    | 11 | Romain Grosjean     |
| DAMS                    | 12 | Pål Varhaug         |
| Arden International     | 14 | Josef Král          |
| Arden International     | 15 | Jolyon Palmer       |
| Super Nova Racing       | 16 | Fairuz Fauzy        |
| Super Nova Racing       | 17 | Adam Carroll        |
| Scuderia Coloni         | 18 | Michael Herck       |
| Scuderia Coloni         | 19 | Luca Filippi        |
| Trident Racing          | 20 | Rodolfo González    |
| Trident Racing          | 21 | Stefano Coletti     |
| Ocean Racing Technology | 22 | Kevin Mirocha       |
| Ocean Racing Technology | 23 | Johnny Cecotto Jr.  |
| Carlin                  | 24 | Max Chilton         |
| Carlin                  | 25 | Michaił Aloszyn     |
| Caterham Team Air Asia  | 26 | Luiz Razia          |
| Caterham Team Air Asia  | 27 | Davide Valsecchi    |